# Navnløse Helte
Navnløse Helte (originaltitel The Mailman) er en amerikansk stumfilm fra 1923 af Emory Johnson.

## Medvirkende
- Ralph Lewis som Bob Morley
- Johnnie Walker som Johnnie
- Martha Sleeper som Betty
- Virginia True Boardman som Mrs. Morley
- Taylor Graves som Harry
- Hardee Kirkland som Franz